# Salt Lick
Salt Lick és una població dels Estats Units a l'estat de Kentucky. Segons el cens del 2000 tenia 342 habitants.

## Demografia
Segons el cens del 2000, Salt Lick tenia 342 habitants, 130 habitatges, i 89 famílies. La densitat de població era de 169,3 habitants/km².
Dels 130 habitatges en un 35,4% hi vivien nens de menys de 18 anys, en un 56,9% hi vivien parelles casades, en un 10% dones solteres, i en un 30,8% no eren unitats familiars. En el 23,8% dels habitatges hi vivien persones soles el 9,2% de les quals corresponia a persones de 65 anys o més que vivien soles. El nombre mitjà de persones vivint en cada habitatge era de 2,63 i el nombre mitjà de persones que vivien en cada família era de 3,21.
Per edats la població es repartia de la següent manera: un 30,1% tenia menys de 18 anys, un 5,3% entre 18 i 24, un 32,2% entre 25 i 44, un 19,6% de 45 a 60 i un 12,9% 65 anys o més.
L'edat mediana era de 35 anys. Per cada 100 dones de 18 o més anys hi havia 102,5 homes.
La renda mediana per habitatge era de 26.042 $ i la renda mediana per família de 27.159 $. Els homes tenien una renda mediana de 35.313 $ mentre que les dones 24.643 $. La renda per capita de la població era de 10.584 $. Entorn del 16,1% de les famílies i el 26,4% de la població estaven per davall del llindar de pobresa.

## Poblacions més properes
El següent diagrama mostra les poblacions més properes.